# El Puig (Canet d'Adri)
El Puig d'Adri és un volcà al vessant sud de la muntanya de Rocacorba, entre els pobles de Canet d'Adri i Adri. L'atractiu principal d'aquest volcà a tan sols set quilòmetres de Girona rau en els tres edificis volcànics sobreposats que es van construir al llarg de les diferents fases eruptives.

## Geologia
El Puig d'Adri està directament relacionat amb el vulcanisme quaternari de les comarques de Girona, concretament amb el vulcanisme de la Zona Volcànica de la Garrotxa. El seu origen es deu a un magma de tipus bàsic que ha generat tres tipus d'activitats eruptives: l'estromboliana, la freatomagmàtica i l'efusiva. El con d'escòries arriba fins a una altitud de 408 metres sobre el nivell del mar, és el que destaca més i fàcilment identificable just darrere de l'església de Sant Vicenç. Pel que fa a la dispersió de materials provinents de l'activitat magmàtica també són de gran rellevància per la seva quantitat i varietat, hi ha afloraments provinents del volcà fins a 5 quilòmetres de distància del cràter. Finalment, l'emissió de lava que es produí en l'estadi final de l'erupció va generar una colada amb una llargada d'uns onze quilòmetres.

## Flora i fauna
La vegetació és la típica dels boscos mediterranis, el Puig està cobert d'un bosc dens de suros (Quercus suber) i alzinars (Quercus ilex). Tanmateix, tot i quedar el cràter cobert, és fàcil distingir l'ambient volcànic de la zona, ja que la colada basàltica provinent del volcà s'estén per bona part de la vall. El sotabosc arbustiu està format principalment per boix (Buxus sempervirens) i algunes plantes aromàtiques.
Entre els mamífers de la zona destaca el porc senglar (Sus scrofa), el teixó (Meles meles), la geneta (Genetta genetta), la guilla (Vulpes vulpes) i el ratolí de bosc (Apodemus sylvatica). Les aus més representatives són el tudó (Columba palumbus), el gaig (Garrulus glandarius), la merla (Turdus merula), el pit-roig (Erithacus rubecula), l'esparver (Accipiter nisus), la perdiu (Alectoris rufa), la garsa (Pica pica), el tord (Turdus philomelos) i el pinsà (Fringilla coelebs).

## Valor patrimonial
L'elevat interès d'aquesta zona es deu a la visualització d'edificis volcànics ben conservats, associats al volcà del Puig d'Adri, i a la presència de bons afloraments de colades i dipòsits piroclàstics. Així mateix, l'acció erosiva de la riera de Canet i dels corrents tributaris ha generat unes gorges fondes de morfologia alveolar que són considerades úniques al camp volcànic català. El valor patrimonial se centra doncs, en el vulcanisme i la geomorfologia de terrenys volcànics. L'espai es troba catalogat dins el Pla d'Espais d'Interès Natural i conserva una gran diversitat de flora i fauna, amb moltes espècies d'ocells, rèptils o amfibis. Bàsicament, els impactes negatius afecten a la seva bona observació a causa de la vegetació que creix en els cons volcànics o a les esllavissades de material volcànic en els afloraments.

## Ruta habitual
La ruta més habitual comença a l'església de Sant Vicenç de Canet d'Adri. Des d'aquest punt és recomanable desplaçar-se fins a la font de la Torre, amb uns deu minuts escassos. Allà es poden veure les gorgues, fondes, úniques al camp volcànic català per la morfologia alveolar. Tot seguit el camí s'endinsa a la sureda de la Torre que ens portarà fins a l'encreuament amb la carretera GIV-5312, punt on comença la pujada al Puig. Al cap d'una mitja hora s'arriba al cràter del volcà. Tot seguit, el recorregut segueix cap a l'església de Sant Llorenç. Una parada obligada en aquest punt serà a l'altura de les ruïnes de la casa Lloré, on es gaudeix d'unes vistes impressionants cap al pla de Sant Gregori i Girona amb les Gavarres al fons. En aquest tram també hi ha mostres dels afloraments de colades i dipòsits piroclàstics del volcà del Puig. Un cop a Adri, seguirem la carretera fins al Puig Saleta. Des d'allà ens desplaçarem fins a Can Pallard i tornarem a l'església de Sant Vicenç caminant per l'altre vessant del volcà.